# Piotr Żychliński
Piotr Żychliński herbu Szeliga (zm. przed 8 kwietnia 1697 roku) – podkomorzy kaliski w latach 1681–1697, starosta wałecki w latach 1669–1679, pułkownik Jego Królewskiej Mości.
Poseł na sejm nadzwyczajny 1670 roku z województw: poznańskiego i kaliskiego. Poseł sejmiku średzkiego na sejm 1685 roku.
W 1674 roku był elektorem Jana III Sobieskiego z województwa poznańskiego, podpisał jego pacta conventa. Poseł na sejm konwokacyjny 1696 roku z województwa poznańskiego, po zerwanym sejmie konwokacyjnym przystąpił do kofederacji generalnej w 1696 roku.